# Masseria Sciarra
Masseria Sciarra  è un programma culinario condotto da Lucia Sardo e Santo Pennisi trasmesso dal 2011 su Alice.

## La trasmissione
Nella trasmissione si preparano esclusivamente ricette tipiche della Sicilia, tutto secondo lo stile della commedia gastronomica. 
A preparare le ricette, in un agriturismo siciliano, ci sono Addolorata (Lucia Sardo) e il marito Santo (Santo Pennisi). Nelle varie puntate vengono preparati primi, secondi, con un'attenzione particolare al pesce, senza dimenticare i contorni e i dolci.